# Michael Higgs
Michael Higgs (Birmingham, 14 de febrero de 1962) es un actor británico conocido por sus papel de Eddie Santini en la serie The Bill y como Andy Hunter in EastEnders. También ha aparecido en ocho episodios de la serie Bad Girls.
Está casado con la actriz Caroline Catz.
Desde 2012 Higgs interpreta el papel de Michael Clarke en la serie de ciencia ficción y fantasía Magos vs Alienígenas.

## Filmografía

### Películas
| Año  | Película             | Personaje          | Observaciones |
| ---- | -------------------- | ------------------ | ------------- |
| 1999 | Notting Hill         | Sin creditar       |               |
| 2000 | Wilfred Owen         | Wilfred Owen       | Corto de TV   |
| 2000 | Relative Values      | Film director      |               |
| 2001 | All Forgotten        | Vasya              |               |
| 2004 | Deadlines            | Wilmington Journal |               |
| 2004 | The Lodge            | Alex               | Corto         |
| 2011 | Fetch!               | Luca               | Corto         |
| 2011 | The Shoelace         | Man Arriving       | Corto         |
| 2011 | Assassination Games  | Godfrey            |               |
| 2012 | Beat Girl            | Tom                | Posproducción |
| 2013 | Prisoners of the Sun | Peter Levitz       | Posproducción |

### Televisión
| Año             | Serie                    | Personaje              | Observaciones                          |
| --------------- | ------------------------ | ---------------------- | -------------------------------------- |
| 1991            | Chalkface                | Paul Moon              |                                        |
| 1993            | EastEnders               | Sean                   | 2 episodios                            |
| 1993            | Between the Lines        | Det. Sgt. Luke         | Episodio: What's the Strength of This? |
| 1998–2000       | The Bill                 | Eddie Santini          | Regular                                |
| 2001            | Agatha Christie's Poirot | Patrick Redfern        | Episodio: Evil Under the Sun           |
| 2001            | Bad Girls                | Dr. Thomas Waugh       | 8 episodios                            |
| 2003–05         | EastEnders               | Andy Hunter            | Regular                                |
| 2006            | Eros Unleashed           | Phillip                |                                        |
| 2006            | Double Time              | Barry                  |                                        |
| 2008            | Silent Witness           | Inspector Russell King | 2 episodios                            |
| 2009            | Trinity                  | Dr. Gabriel Lloyd      |                                        |
| 2010            | Material Girl            | Scott                  | 1 episodio                             |
| 2010            | Identity                 | Malcolm Calshaw        | Episodio: Chelsea Girl                 |
| 2010            | Casualty                 | Jack                   | Episodio: Entry Wounds                 |
| 2011            | Frankenstein's Wedding   | Detective              |                                        |
| 2012 - presente | Magos vs Alienígenas     | Michael Clarke         | Regular                                |